# Emanzipationsproklamation

Zeitgenössisches Plakat zur Proklamation

Mit der Emanzipationsproklamation (englisch Emancipation Proclamation) erklärte die Regierung Abraham Lincolns am 22. September 1862 die Abschaffung der Sklaverei im Großteil denjenigen Südstaaten, die nach deren Inkrafttreten am 1. Januar 1863 noch Teil der Konföderierten Staaten von Amerika waren. Auf Unionsstaaten hatte die Emanzipationsproklamation keine rechtlich bindende Wirkung. Ebenfalls ausgenommen waren Gebiete der Südstaaten, die zum Zeitpunkt der Verkündung bereits wieder unter Kontrolle der Union standen, insbesondere Tennessee und das heutige West Virginia.
Trotz dieser Einschränkung war diese Executive Order ein erster, entscheidender Schritt zur vollständigen Abschaffung der Sklaverei in den Vereinigten Staaten von Amerika.

## Entwicklung
Die Haltung der Union zu den Emanzipationsakten bildete sich seit Ausbruch des Krieges 1861 in mehreren Stufen. Nachdem die Unionstruppen begannen, Teile des Südens zu erobern, stellte sich die Frage, wie man mit dem Eigentum der Rebellen, darunter fielen auch Sklaven, umgehen sollte. Bis dahin wurden Sklaven, die hinter Unionslinien flohen, von einigen Kommandanten mehr, von anderen weniger, als zu beschlagnahmendes Rebelleneigentum angesehen, das in den Dienst der Unionstruppen zu stellen sei. Um eine legitimative Vorgehensweise für diesen Sachverhalt zu schaffen, erließ der Kongress im August 1861 den ersten Konfiskationsakt (Confiscation Act). Dieser Akt autorisierte die Beschlagnahme allen rebellischen Eigentums, das Hilfe für die Rebellion leistete – inklusive Sklaven. Der Konfiskationsakt sagte jedoch nichts über die Befreiung der Sklaven aus.

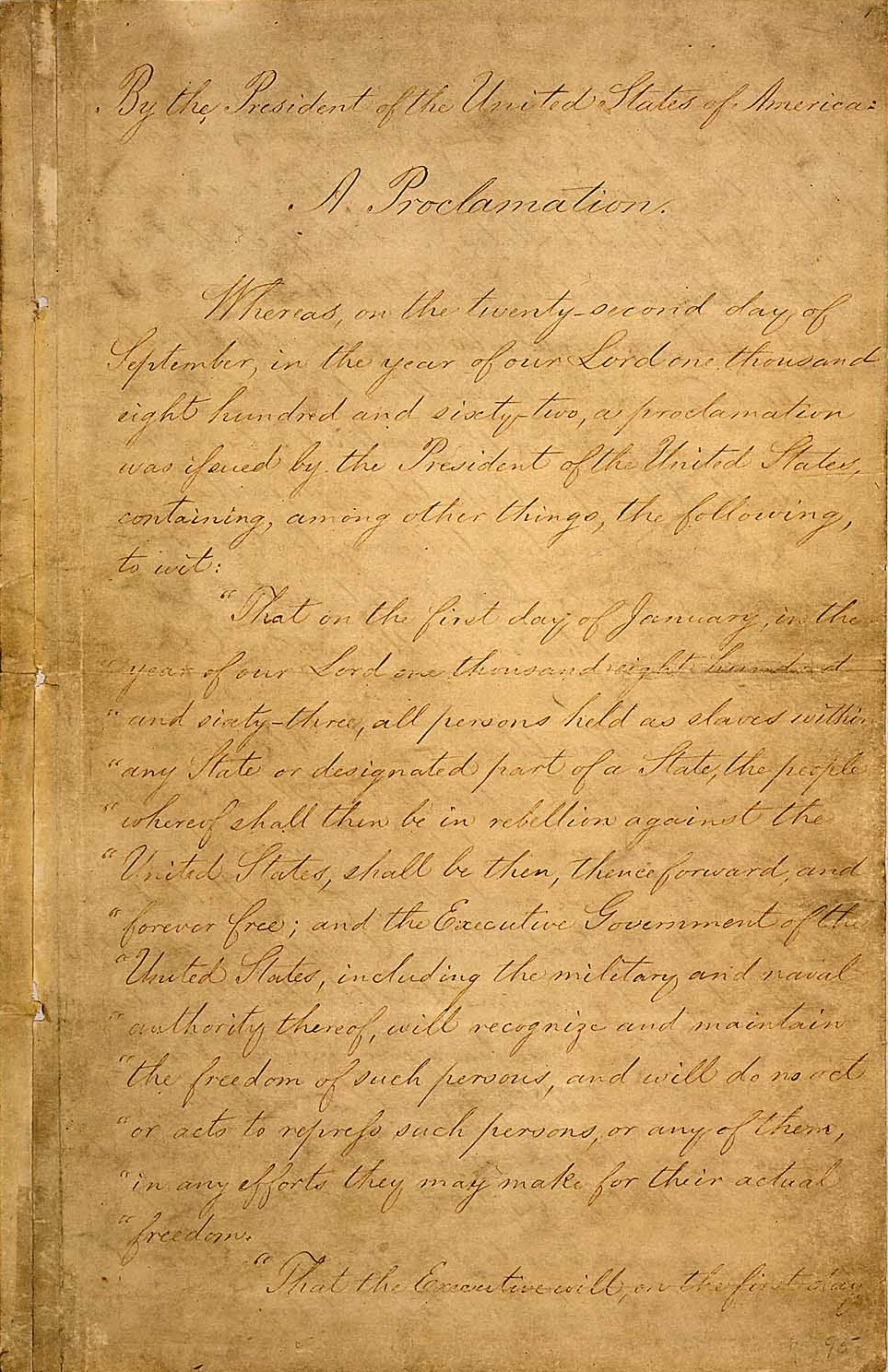
Erste Seite der Emancipation Proclamation

Lincoln argumentierte zum einen aus Rücksicht auf die vier Sklavenstaaten in der Union, zum anderen wegen der Befürchtung seiner Wählerschaft, befreite Sklaven würden mit den weißen Arbeitern um Arbeitsplätze konkurrieren, dass das Eigentum der Südstaatler immer noch durch die Verfassung geschützt sei. Diese Haltung Lincolns führte zu Spannungen mit den radikalen Republikanern, die mit der Meinung des schwarzen Abolitionisten Frederick Douglass sympathisierten, dass ein Krieg gegen Sklavenhalter ohne die Bekriegung der Sklaverei an sich nur eine halbherzige Angelegenheit sei.
Nach dem Scheitern der Verhandlungen mit den Sklavenstaaten der Union über eine Entschädigung für die Befreiung ihrer Sklaven und nach einem entscheidenden Sieg seiner Truppen bei Antietam kam es im September 1862 zur Ausrufung der Emanzipationsakte, die zum 1. Januar 1863 alle Sklaven unter rebellischer Kontrolle für frei erklärte. Die knapp zweimonatige Vorwarnzeit sollte den Rebellenstaaten eine Möglichkeit bieten, in die Union zurückzukehren – und womöglich somit ihre Sklaverei beizubehalten. Kein Rebellenstaat nahm dieses Angebot an.
Im Juli 1862 erließ der Kongress den zweiten Konfiskationsakt, der festlegte, dass alle Sklaven, die in die Unionsreihen eintreten, für immer frei sein sollen. Dieses Gesetz autorisierte auch den Präsidenten, Schwarze in die Armee einzuberufen.
Die Regierung Lincoln wirkte schon während des Krieges mit sanftem Druck auf die loyal gebliebenen Grenzstaaten ein, die Sklaverei freiwillig abzuschaffen. Nach dem Krieg wurden die Ziele der Proklamation auf dem gesamten Territorium der USA verwirklicht. Am 31. Januar 1865 verabschiedete der US-Kongress den 13. Zusatzartikel zur Verfassung der USA, der die Sklaverei endgültig und offiziell aufhob. Mit der Ratifizierung durch Georgia am 6. Dezember 1865 war der Zusatz endgültig rechtskräftig.
Aus praktischer Sicht hatte der Emanzipationsakt eine geringe Wirkung, da die Proklamation weder die Sklaverei beendete noch „alle“ Sklaven befreite. An und für sich war man noch nicht weiter als die Situation nach dem zweiten Konfiszierungsakt. Sie veränderte aber ab 1863 das Ringen um die Wahrung der Union und stärkte die Bewegung gegen die Sklaverei. Nach der Proklamation wurden bis zum Sommer 1864 400.000 Unterschriften zur Aufforderung der vollständigen Abschaffung der Sklaverei gesammelt.

## Zwecke und Kontext
Die Proklamation bezweckte drei Dinge. Zum einen galt es als Kampfmaßnahme im Bürgerkrieg. Sie sollte die Sklaven zum Aufstand bewegen und die Südstaaten damit wirtschaftlich destabilisieren. Zum anderen wollte Lincoln durch ein moralisches Ziel im Bürgerkrieg seine Wiederwahl-Chancen bei der Ende 1864 anstehenden Präsidentschaftswahl erhöhen, was ihm auch gelang: Er erhielt 55 % der Stimmen und 211 von 233 Wahlmännern.
In den von den Konföderierten gehaltenen Gebieten brachen keine Rebellionen aus, jedoch flohen im Krieg rund eine halbe Million schwarzer Sklaven vom Süden auf die Seite des Nordens (zum Vergleich: bei den Präsidentschaftswahlen 1864 wählten 4,2 Millionen Bürger). 
Nur die Sklaven in den von den Unionsarmeen besetzten Gebieten wurden befreit.
In der ersten Hälfte des Jahres 1862 kam erschwerend der Sachverhalt hinzu, dass der Süden, dessen Sklaven weiter die Produktivität der Baumwollindustrie aufrechterhielten, eine größere Zahl weißer Soldaten in den Kampf schicken konnte. 
Lincoln blieb zunächst seiner Überzeugung treu, dass die Zusammenführung der Union sein wichtigstes Ziel (noch vor dem der Sklavenbefreiung) sei.
Von größerer Bedeutung war die Wirkung der Proklamation auf die Bevölkerung des Nordens und auf das Ausland. Denn sie verlieh den Kriegszielen des Nordens eine moralische Legitimation, die in der Öffentlichkeit höher bewertet wurde als der Kampf des Südens für seine Einzelstaatenrechte. Zudem teilten die Nordstaatler nicht dessen Befürchtungen, der „schwarze Mann“ könne die wirtschaftliche Stellung des „weißen Mannes“ gefährden. Die Regierungen Großbritanniens und Frankreichs, die aus wirtschaftlichen und machtpolitischen Gründen der Sache des Südens zuneigten, hätten die öffentliche Meinung in ihren Ländern gegen sich gehabt, wenn sie aktiv auf Seiten der Sklavenhalter in den Krieg eingegriffen hätten.
Die britische Regierung wurde damals von Lord Palmerstone (Premier 1855–1858 und 1859–1865) geleitet, der einen Eintritt in den Krieg auf Seiten der Südstaaten durchaus für denkbar hielt. Ab November 1861 hatte die Trent-Affäre die Beziehungen zu den USA belastet.
In Frankreich regierte Kaiser Napoleon III., der mit der Intervention in Mexiko (1862–1867) versuchte, einen Klientelstaat im Amerika zu errichten. Diese Intervention war nur möglich, da die USA aufgrund des Bürgerkriegs daran gehindert waren, der Monroe-Doktrin, die gegen eine Einmischung europäischer Mächte auf dem amerikanischen Kontinent gerichtet war, militärisch Nachdruck zu verleihen.